# Batu Urip (Lubuk Linggau Utara II)
Batu Urip is een bestuurslaag in het regentschap Lubuklinggau van de provincie Zuid-Sumatra, Indonesië. Batu Urip telt 2252 inwoners (volkstelling 2010).